# フォーカシング
フォーカシング（焦点合わせ、英語: Focusing）は、臨床心理学者のユージン・ジェンドリンにより明らかにされた、心理療法の過程である。フォーカシングは人間の体験過程とその象徴化の過程、またそれらを体系化した技法を指す。ジェンドリンは、カウンセリングの成功要因を探る研究の中から、クライエントが自分の心の実感に触れられるかどうかが重要であることを見いだした。そこからジェンドリンは、心の実感に触れるための方法を、クライエントに教える必要があると考え、そのための理論として体験過程理論を構築し、具体的な技法としてフォーカシングを提唱した。

## 概要
ジェンドリンは来談者中心療法を確立したカール・ロジャースの共同研究者であり、ロジャースの創始した来談者中心療法の実践の中からフォーカシングを体系化した。来談者中心療法とフォーカシングの関係については、両者は別個の体系であるという見解と、フォーカシングは来談者中心療法の本質であるとする見解の2通りがあり、研究者によって意見が異なっている。

## 体験過程理論
体験過程理論は、人の心の中に感じられ、刻一刻と変化し流動していく体験過程 (Experiencing) に関する理論である。体験過程は、意識と無意識の境界に注意を向けることで直接、身体的に感じられるものであり、体験過程の流れは、言葉などによって表現される、つまり象徴化されることによって、人が成長する方向へ向かって流れていく。しかし、人の意識が体験過程に向けられず、象徴化の機会が奪われると、体験過程は滞り、様々な心理的困難が生じてくる。

## フォーカシング
フォーカシングという用語は、「現象としてのフォーカシング」と、「技法としてのフォーカシング」という2つの意味で用いられることがある。現象としてのフォーカシングとは、人がまだ言葉にならない意味のある感覚（フェルト・センス）に注意を向け、その感覚と共に過ごすことをいう。一方、技法としてのフォーカシングとは、体験過程に直接注意を向け、その象徴化を促進する一連の技法のことをいう。ジェンドリンが考案した方法のほかにも、アン・ワイザー・コーネルによる技法体系など、複数の方法が考案されている。
ジェンドリンによる「技法としてのフォーカシング」をショートフォームという。具体的には、まず胸の奥や腹の底など身体の中心部分にぼんやりと注意を向けながら、何かの気がかりにまつわる感じ（フェルト・センス）が感じられるのを、受容的な態度で待つ。次に、その感じにぴったりな言葉を探し、見つかれば、その言葉がフェルト・センスにぴったりかどうかを突きあわせて感じてみる。違っているようであれば、再びぴったりくる言葉を探し、もう一度、フェルトセンスと照合してみるという過程を繰り返す。フェルト・センスとその言葉がぴったりであれば、フェルト・シフトと呼ばれる、ぴったりだという感覚と解放感が得られることがある。
さらにフォーカシングを続ける場合、今度はフェルト・センスに対して、「何がそんなに～なのか」「その感じは私の生活の何と関係があるのだろうか」などの質問をし、フェルト・センスのほうから、自然に何かしらの反応が返ってくるのを静かに待つ。何か反応が得られるようであれば、それを受容的に受け取る。時間的な限界や、フォーカシングを終えてもよいという感覚があれば、最後にフォーカシングの中で得られた体験を丁寧に自分の中に受け取る作業を行ってから、フォーカシングのセッションを終える。
これらのフォーカシングの過程は、一人で行うこともできるが、慣れないうちはフォーカシングの過程を聞いてくれる相手がいるほうがよい。その場合には、フォーカシングを行う人をフォーカサー、聞き役をリスナーとよぶ。また、フォーカサーがまだフォーカシングに不慣れであり、リスナーのほうから積極的に教示を提案するスタイルで行う場合には、ガイドと呼ばれることもある。

## フォーカシング指向心理療法
カウンセリングのエッセンスを抽出する形で生まれたフォーカシングであるが、ジェンドリンはさらにフォーカシングをカウンセリングに還元する方法を体系だてた。それがフォーカシング指向心理療法(Focusing Oriented Psychotherapy) である。
フォーカシング指向心理療法とは、カウンセリングの過程を、クライエントとカウンセラーの体験過程が導いていく心理療法である。つまり、フォーカシングの技法を使用していても体験過程が動かないカウンセリングはフォーカシング指向心理療法ではなく、フォーカシングの技法を一切使用していなくとも、体験過程がカウンセリングの過程を動かすカウンセリングは、すなわちフォーカシング指向心理療法であるといえる。
ジェンドリンは、フォーカシング指向心理療法においてまず大切なことは、第一にカウンセラーとクライエントの関係性であり、第二に傾聴であり、そして第三にようやくフォーカシングがくるとしており、クライエント自身を無視したような「フォーカシング中心」療法になることを再三、戒めている。フォーカシング指向心理療法では、クライエントが自分のフェルト・センスに触れることを援助するために、フォーカシングの技法が用いられることがある。それは、何気なくフェルト・センスが感じられるであろうポイントをセラピストが指し示す応答から、フォーカシングに独特な言い回しをそのまま用いた教示まで使用されることがある。
さらに、フォーカシング指向心理療法では、体験過程を促進するために、他の様々な流派の技法や理論を導入することができる。それらの技法や理論を提案し、それがクライエントの体験過程に響くようであれば、その技法・理論を採用し、響かないようであれば、提案を速やかに撤回して傾聴に戻る。そうすることにより、様々な流派の理論を統合的に使用しながらも、クライエントの自主性を尊重することができるのである。